# Nati nel 1388
| Questa pagina contiene informazioni ricavate automaticamente dalle voci biografiche con l'ausilio del template Bio e di un bot. L'aggiornamento è periodico e automatico e ricostruisce completamente la pagina. Se manca una persona in questa lista, sei pregato di non aggiungerla, ma accertati piuttosto che la sua voce biografica contenga il template Bio e che i dati anagrafici siano correttamente compilati. Se il template Bio manca, inseriscilo tu stesso o, in alternativa, metti l'avviso {{tmp\|Bio}} che ne segnala la mancanza. Se i dati riportati sono sbagliati, correggi direttamente la voce biografica; le modifiche saranno visibili in questa lista entro pochi giorni. Per chiarimenti vedi il progetto biografie. La lista contiene solo le 24 persone che sono citate nell'enciclopedia e per le quali è stato implementato correttamente il template Bio. Pagina aggiornata al 10 ago 2025. |

- 22 febbraio - Peter von Schaumberg, cardinale tedesco († 1469)
- 13 giugno - Thomas Montacute, IV conte di Salisbury, militare britannico († 1428)
- 3 luglio - Neri di Gino Capponi, politico italiano († 1457)
- 23 agosto - Eberardo IV di Württemberg, conte tedesco († 1419)
- 7 settembre - Giovanni Maria Visconti, duca († 1412)
- 14 settembre - Claudius Clavus, geografo danese
- 11 ottobre - Bona di Savoia, principessa († 1432)
- 23 ottobre - Lucido Conti, cardinale italiano († 1437)
- 11 dicembre - Giovanni della Grossa, scrittore italiano († 1464)
- Andrea di Onofrio, scultore italiano
- Juliana Berners, religiosa e scrittrice inglese
- Enrico X di Slesia, nobile polacco († 1423)
- Leonardo Giustinian, politico e umanista italiano († 1446)
- Guido Gonzaga, religioso italiano († 1459)
- Felix Hemmerlin, religioso svizzero († 1458)
- Maddalena di Baviera, nobildonna tedesca († 1410)
- Mosè ben Isaac da Rieti, medico, poeta e filosofo italiano († 1460)
- Tommaso Plantageneto, I duca di Clarence, nobile inglese († 1421)
- Jan Ptáček di Pirkštejn, nobile e politico boemo († 1419)
- Juan de Torquemada, cardinale e vescovo cattolico spagnolo († 1468)
- Xia Chang, pittore e politico cinese († 1470)
- Al-Abshihi, letterato arabo († 1448)
- Carlotta di Borbone, sovrana francese († 1422)
- Şükrullah, storico e diplomatico ottomano